# Императорски пингвин
Императорският пингвин (Aptenodytes forsteri) е вид нелетяща птица от семейство Пингвинови и негов най-голям представител.

## Физически характеристики
Възрастните тежат 30 kg и са високи 1,1 m. Мъжкият има коремна гънка между краката си, където пази яйцето. Главата и крилете на императорския пингвин са черни, а коремът е бял. Човката е виолетово-розова. От двете страни на врата има жълто-оранжева отсенка, която избледнява малко над гърдите. Мъжкият се различава от женската по своя вид. Императорският пингвин прилича на кралския пингвин.
Малките имат светлосив пух, който не блести като оперението на родителите им, а е вълнен и матов. По този начин те приемат възможно най-голямо количество топлина, която е жизненоважна за тях, понеже все още не могат да регулират телесната си температура.

## Разпространение
Среща се по крайбрежието на Антарктида и в прилежащите морета, където се храни. Гнезди единствено на континента.

## Начин на живот и хранене
Гмурка се на дълбочина 150 – 250 m, за да си намери храна – предимно крил и дребни риби. Най-голямото измерено гмуркане е 565 m. Могат да прекарат 18 минути под водата, без да дишат. Плуват със скорост 6 – 8 km/h. За да се предпазят от мраза, десетки или дори стотици императорски пингвини се скупчват на едно място на сушата, като се редуват кой да е по средата.
Неприятели на императорския пингвин са морският леопард, косатката и акулата.

## Размножаване
Моногамни птици. Отдалечават се на 90 km от океана, за да стигнат до размножителните си територии. Мъжките започват да ухажват женските през март-април, когато температурите падат до -40 °C. През май-юни женската снася едно яйце, което тежи около 450 g, и веднага го оставя, за да прекара зимата край океана. Мъжкият мъти яйцето в коремната си гънка около 65 дни, като не ловува и разчита единствено на хранителните си резерви. За да пести енергия, той спи през по-голямата част от времето. За да се предпазят от студа (до -70 °C) и вятъра (скорост до 200 km/h), мъжките се събират на едно място, като се редуват кой да стои по средата. Ако малкото се излюпи преди майката да се върне, бащата го слага на ходилата си, покрива го с гънката си и го храни с бяло млечно вещество, което се отделя от специална жлеза в хранопровода му. Женската се връща след месец-два, като вече е поела известно количество храна в корема си, която повръща, за да нахрани малкото си. Тогава тя поема закрилата над пингвинчето за няколко седмици и чака своя партньор да донесе на свой ред храна. Когато станат на два месеца, възрастните устройват на малките „ясли“, където те получават топлина и закрила, като все още се хранят от своите родители. 60 – 70% от малките не доживяват своето пълно развитие.

## Допълнителни сведения
Живеят около 20 години, като според някои сведения достигат 40-годишна възраст. В началото и средата на 20 век са били изтребвани заради мазнината си.